# Менгден, Евстафий Романович
Барон Евстафий Романович Менгден (нем. Gustav Reinhold Baron von Mengden; 1798—1874) — генерал-лейтенант русской императорской армии, командующий Кавалергардским полком.

## Биография
Из лифляндских дворян. Родился 10 (21) апреля 1798 года, сын капитана Эрнеста-Рейнгольда (1768—1833) и Елизаветы-Екатерины-Антуанеты, урождённой Вольф (1776—1849).
Воспитывался в частном учебном заведении и в службу вступил 14 апреля 1814 года в Париже юнкером в Астраханский кирасирский полк. 10 октября того же года произведён корнетом, в 1817 году поручиком, в 1819 году штабс-ротмистром, в 1821 году ротмистром. В 1826 году произведён в майоры и назначен командиром 2-го эскадрона. В 1829 году произведён в подполковники. Наконец, 6 марта 1831 года он был назначен командиром Астраханского полка.
В 1832 году произведён в полковники. Командовал Астраханским полком до 20 февраля 1836 года, а 6 ноября того же года был уволен в отставку по домашним обстоятельствам с мундиром и пенсией. Вернулся на военную службу 12 мая 1842 года (со старшинством в чине от 20 февраля 1839 года) — в 5-й кавалерийский округ Новороссийского военного поселения и 23 января 1843 года назначен командиром Кирасирского Его Императорского Высочества великого князя Михаила Павловича полка.
6 декабря 1847 года произведён в генерал-майоры и 24 декабря назначен командующим Кавалергардским полком. Через год, 7 октября 1848 года, по болезни вышел в отставку с мундиром и пенсией. Вновь определён на службу 3 марта 1851 года (со старшинством от 2 мая 1850 года) — состоял при военно-учебных заведениях, а в 1855 году, 8 июня назначен помощником заведующего резервными и запасными эскадронами, а 29 августа — командиром 2-й бригады 2-й кирасирской дивизии.
28 марта 1857 года по упразднении должности зачислен по армейской кавалерии, а 24 июня того же года в третий раз уволен в отставку в чине генерал-лейтенанта. Выйдя в отставку, жил за границей и в своём Полтавском имении Новаки Лубенского уезда, где занимался сельским хозяйством и благотворительностью. В имении детей Коровинцы Роменского уезда в конце 1840-х гг. устроил первый в округе сахарный завод.
Скончался 8 (20) ноября 1874 года в Новаках, где и похоронен.

## Семья
Был женат первым браком на Марии Андреевне, урождённой Ласкевич, православного вероисповедания, и имел от неё детей: Андрея (1832—1875), Александра (1835—1894), Михаила (1837—?), Владимира (1839—1841) и Елизавету (1840—?). Вторым браком — на дочери генерал-майора Розенфельда, Елизаваете Викентьевне, лютеранского вероисповедания.

## Награды
- Знак отличия беспорочной службы за XV лет (22 августа 1834)
- Орден Святого Станислава 3-й ст. (20 декабря 1842)
- Орден Святой Анны 2-й ст. (23 декабря 1845)
- Знак отличия беспорочной службы за XXV лет (22 августа 1848)[7]

## Воспоминания современников
Барон Менгден пользовался прекрасной репутацией как человек и как полковой командир в 1-й Кирасирской дивизии, в которой он блестящим образом командовал Астраханским полком и который оставил, к сожалению офицеров и начальников, по домашним и семейным обстоятельствам, но, несколько лет спустя, он получил Глуховской кирасирский полк, которым командовал так успешно, что известный кавалерист барон Ф. П. Оффенберг рекомендовал его Великому Князю Михаилу Павловичу. Вследствие этой рекомендации он был назначен командиром Кавалергардского полка, оставив после себя в Глуховском полку самые лучшие воспоминания. Причина, по которой он просил увольнения от командования Кавалергардским полком, была лишь та, что чувствовал уже себя старым и не в силах был выносить гвардейской службы наравне с прочими командирами гвардейских кирасирских полков, которые все были, равно как и начальник дивизии, моложе, бодрее и сильнее его.— Сведения, сообщенные А. И. Злотницким. // Сборник биографий кавалергардов. Т. 4. — СПб., 1908. С. 160

## Комментарии
1. ↑  «Сборник биографий кавалергардов» утверждает, что Менгден с полком участвовал в Остроленском сражении. 17 мая 1831 года Астраханский кирасирский полк только выступил в поход в Литву для преследования мятежников, в т. ч. был на марше 16-19 июля. За Польскую кампанию Менгден наград не получил, как не участвовавший в сражениях на территории Царства Польского.
2. ↑  Выпускник Александровского лицея (1854), офицер Генерального штаба.